# Carl Andreas Bel
Karol Andrej Bel, deutsch Carl Andreas Bel; ungarisch Károly András Bél (* 13. Juli 1717 in Pressburg; † 5. April 1782 in Leipzig) war ein deutscher Historiker.

## Leben
Karol Andrej Bel war Sohn des Matej Bel und studierte in Altdorf bei Nürnberg, Jena und Straßburg. In Jena wurde er 1739 Magister artium. 1743 wurde er außerordentlicher, 1757 ordentlicher Professor der Dichtkunst an der Universität Leipzig. Dabei wurde er 1762 zum Doktor der Rechtswissenschaften promoviert. In den Jahren 1758, 1759, 1762, 1766, 1770, 1776 und 1780 war er Rektor der Universität.
Er war Mitglied der Bayerischen Akademie der Wissenschaften. In den Jahren 1755/56 war er Mitglied der kurfürstlich sächsischen Bücherkommission. Außerdem war Bel seit der offiziellen Gründung 1774 Mitglied und ab 1781 Präses der Leipziger Gelehrtengesellschaft Societas Jablonoviana.
Von 1754 bis 1781 gab er die Leipziger Neuen Zeitungen von gelehrten Sachen heraus.
Bel redigierte seit 1764 die Nova Acta Eruditorum. Diese wurden nach seinem Tod eingestellt, er beging am 5. April 1782 in Leipzig Suizid durch Erhängen.

## Werke
- De Maria Hungariae regina comment. hist. crit.  Leipzig, 1742
- Diss. de delectu ingeniorum Pythagorico. Leipzig 1742
- Pr. de diis Thracum. Leipzig 1743
- De Maria Hungariae non rege sed regina (Leipzig 1744) u. a.
- Vorläufige Antwort auf die von J. D. Köhler gemachte Einwürfe. Leipzig 1744
- De Archiofficiis regni Hungariae. Leipzig 1749
- De vera origine et epocha Hunnorum, Auarum, Hungarorum in Pannonia. Leipzig 1757